# Vụ ngộ độc pa tê Minh Chay

Một hộp pa tê hiệu Minh Chay do công ty Lối Sống Mới sản xuất

Từ ngày 13 tháng 7 đến 18 tháng 8 năm 2020, tại các tỉnh thành Việt Nam đã xuất hiện rải rác những ca bệnh phải nhập viện và thở máy với triệu chứng của ngộ độc botulism (hay còn gọi là ngộ độc thịt). Sau khi khai thác bệnh sử và phát hiện bệnh nhân đều từng ăn pa tê Minh Chay – một sản phẩm thuần chay do công ty Lối Sống Mới sản xuất – các bệnh viện tuyến trung ương đã bắt đầu báo cáo trường hợp với Cục An toàn thực phẩm Việt Nam, trước khi Cục phát đi cảnh báo chính thức về vụ việc vào ngày 29 tháng 8 năm 2020.

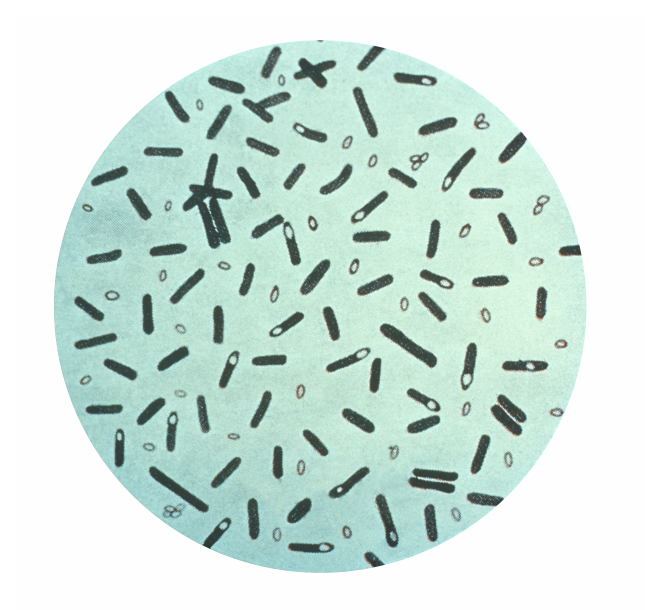
Vi khuẩn Clostridium botulinum

Được nhận định là một vụ ngộ độc "nghiêm trọng" với quy mô diễn ra trên cả nước, sau khi Cục An toàn thực phẩm quốc gia thông báo, các Bộ, ngành liên quan đến vụ việc đã liên tiếp ra những đợt thu hồi sản phẩm, cảnh cáo người dân và người mua hàng. Dù vậy, số trường hợp bị ngộ độc vẫn tiếp tục xảy ra ở nhiều nơi khác nhau. Tổ chức Y tế Thế giới đã hỗ trợ Việt Nam 12 liều thuốc giải độc tố botulinum để dùng cho những trường hợp bệnh nặng. Tính đến cuối tháng 9 năm 2020, tổng cộng 17 bệnh nhân phải điều trị tại bệnh viện trong tình trạng nặng và nhiều người ngộ độc nhẹ khác. Một bệnh nhân nam sau đó đã tử vong.
Là vụ ngộ độc thịt đầu tiên được ghi nhận tại Việt Nam, vụ việc đã làm dấy lên câu hỏi về lỗ hổng và bất cập trong công tác quản lý chất lượng, kiểm nghiệm thực phẩm dẫn đến bỏ lọt các sản phẩm kém chất lượng đến tay người tiêu dùng, diễn ra trong bối cảnh tình trạng an toàn vệ sinh thực phẩm trong nước tiến đến "khủng hoảng". Vụ ngộ độc thu hút sự quan tâm từ cả chính quyền, người tiêu dùng và truyền thông. Trách nhiệm cùng cách xử lý của ba Bộ liên quan cũng gây nên những ý kiến trái chiều xen lẫn chỉ trích. Hậu sự việc, cơ sở sản xuất công ty bị phạt hành chính 17,5 triệu đồng. Vụ ngộ độc Minh Chay về sau đã trở thành chủ đề nghiên cứu của nhiều bài báo đăng trên các tạp chí khoa học quốc tế và Việt Nam.